# Goosen Geurt Alberda
Goosen Geurt Alberda (ook G[o]osse[n] of Gozen) heer van Dijksterhuis (Uithuizen, 17 mei 1766 - Pieterburen, 20 mei 1830) was een Groningse jonker en politicus.

## Leven en werk
Alberda werd in 1766 op de Menkemaborg te Uithuizen geboren als zoon van Unico Allard Alberda van Menkema en Christina Bentinck. Hij werd op 19 mei 1766 gedoopt als Goosse Geurt in de kerk van Uithuizen. Hij studeerde van 1784 tot 1788 rechten aan de Hogeschool van Groningen. In 1788 promoveerde hij op een proefschrift. Vrij snel daarna begon zijn politieke carrière. In 1788 kreeg hij zitting in de Ommelander landdag. Evenals zijn vader was hij gedeputeerde van Groningen en namens Groningen lid van de Raad van State. Na de machtswisseling in 1795 verdween hij - als overtuigd orangist - tijdelijk van het politieke toneel. In 1805 keerde hij echter terug. Van 1805 tot 1810 maakte hij deel uit van Wetgevend Lichaam, daarnaast vervulde hij bestuurlijke functies in Groningen. Na de Franse tijd maakte hij namens de ridderschap deel uit van Provinciale Staten en werd hij weer gekozen tot gedeputeerde van Groningen. Hij vervulde deze functies van 1814 tot zijn overlijden in 1830. Alberda was ongehuwd. Hij overleed in mei 1830 op 64-jarige leeftijd na een hevige koortsaanval op zijn borg Dijksterhuis in Pieterburen. Hij werd begraven in de grafkelder van de borgheren in het koor van de Petruskerk van Pieterburen.
Alberda erfde de borg Dijksterhuis van zijn vader. Hij bezat de aan de borg verbonden heerlijk rechten in Pieterburen en omstreken. Ook bezat hij het collatierecht van Pieterburen, Huizinge en Eenrum. In 1805 liet hij een nieuwe toren bij de kerk van Pieterburen bouwen. In 1814 verkreeg hij het adellijke predicaat jonkheer. Zijn rouwbord bevindt zich in de kerk van Pieterburen.
In 1981 werd in het Groninger Museum een tentoonstelling aan hem gewijd.

## Bibliografie

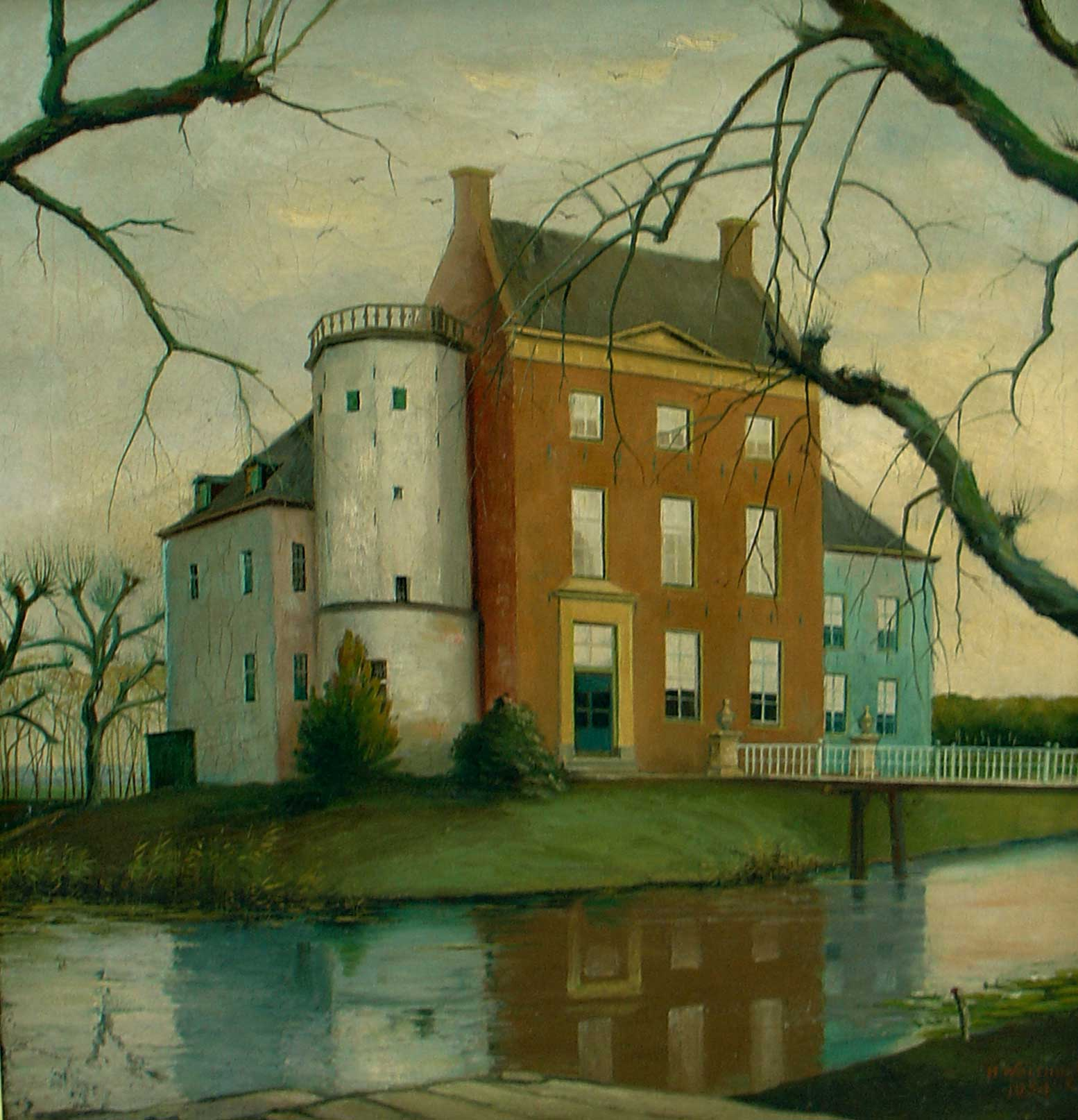
De borg Dijksterhuis van Alberda in Pieterburen
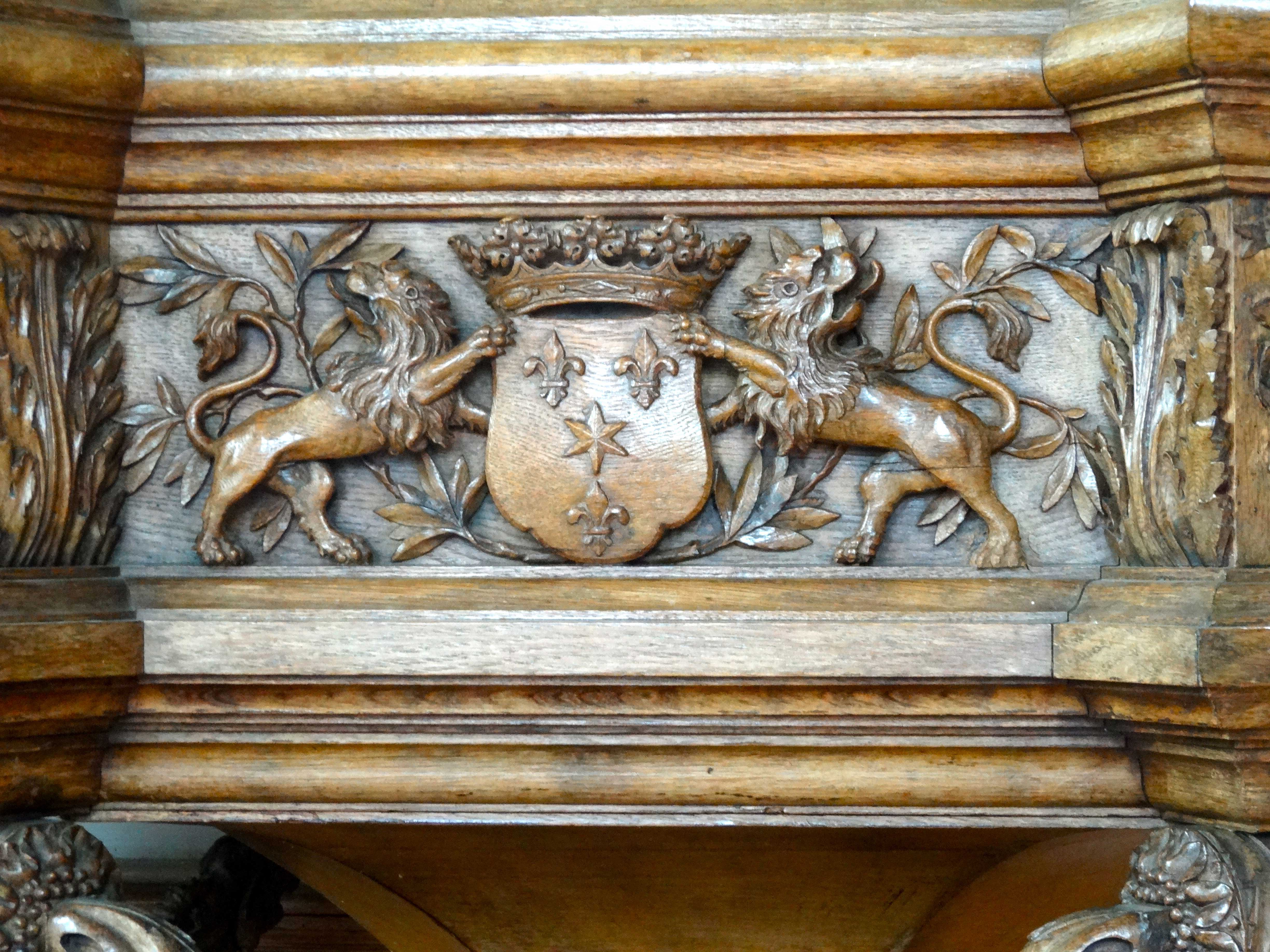
Wapen van Alberda in de preekstoel van de Petruskerk te Pieterburen
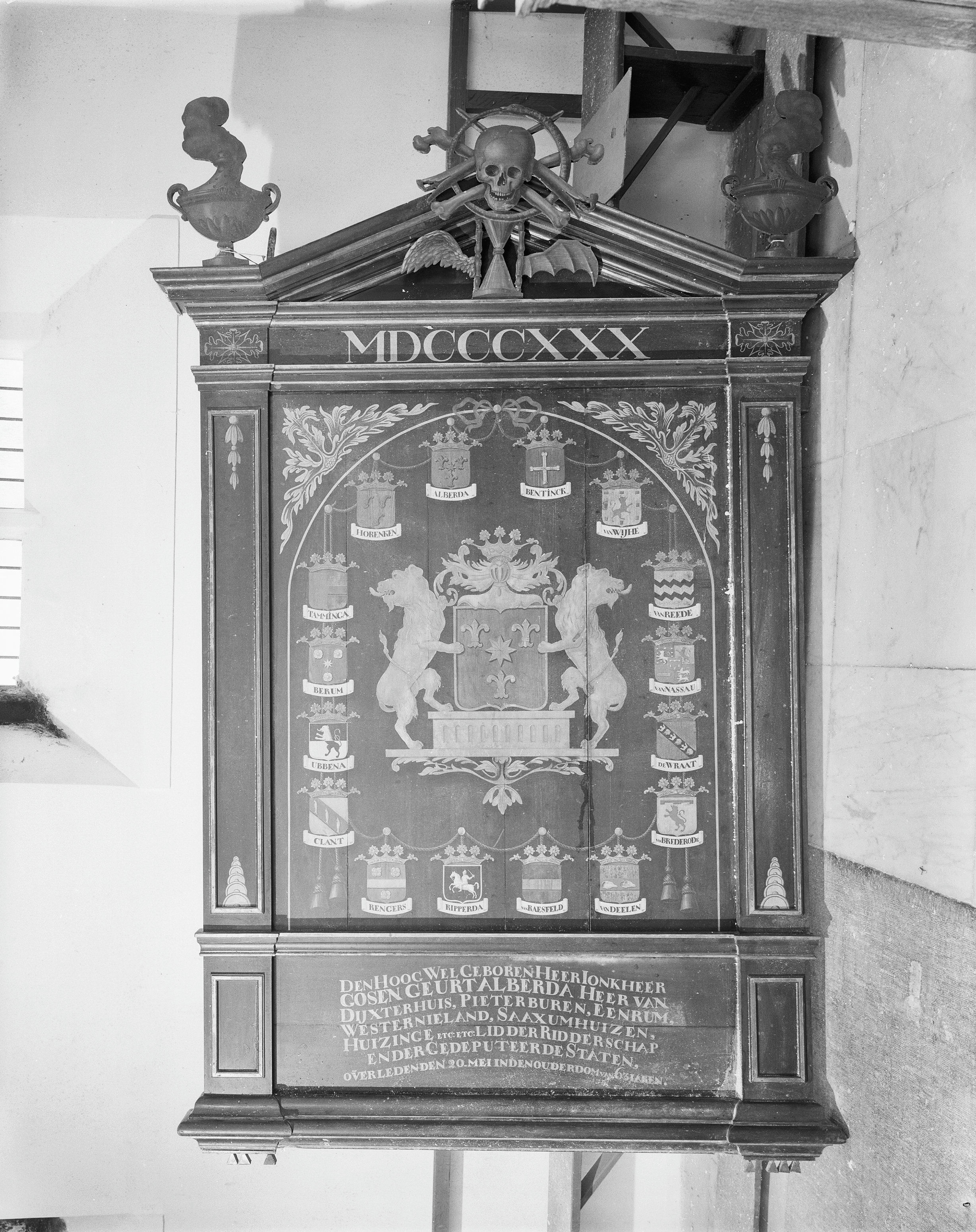
Rouwbord van Alberda in de Petruskerk te Pieterburen